# 世紀末戦隊ゴレンジャイ
世紀末戦隊ゴレンジャイ（せいきまつせんたいゴレンジャイ）とは、フジテレビ系バラエティ番組『ダウンタウンのごっつええ感じ』で放送されたコントのひとつである。通称・ゴレンジャイ。

## 概要
番組内で全12回放送された人気コントで、東映のスーパー戦隊シリーズの第1作である『秘密戦隊ゴレンジャー』のパロディ。
オープニングで使われている曲は仮面ライダーシリーズである第3作『仮面ライダーX』の挿入歌「突撃仮面ライダーX」のイントロとコーダの編集版で、ドクロ仮面登場時の曲は勇者シリーズ第6作目の『勇者警察ジェイデッカー』のBGM「暗黒への扉」、ゴレンジャイ登場時は同じく『ジェイデッカー』のBGM「ビルドチーム、急行せよ」を使用している。
小松純也によると、このコントは「5つの赤玉と白玉があった場合、どの順番で出てくれば面白いか」という数学的な発想から生まれたものだという。第1回目の5人の色分けがその結果であるといえる。
『ゴレンジャー』のパロディではあるが、東映及び石森プロから許可を得て作成されており、後に番組がDVD化された際に当コントも収録されている。
後に『ダウンタウンのガキの使いやあらへんで!!』（日本テレビ系）の企画で、『チキチキ ゴレンジャイゲーム』（2001年5月20日放送）としてリメイクされた。

## 内容、ゴレンジャイの衣装（コスチューム）
ある日、自宅にいる女性・YOU子（YOU）が怪人・ドクロ仮面（浜田雅功）に襲われたところへ世紀末戦隊・ゴレンジャイ（松本人志・今田耕司・東野幸治・板尾創路・蔵野孝洋）が助けに現れるが、戦隊ヒーローにも関わらずなぜか毎回コスチュームが揃わずズレており、ドクロ仮面にダメ出しされて結局戦えない…という設定。普段のコスチュームは『ゴレンジャー』の強化服に似せたデザインで、ヘルメットも同様に『ゴレンジャー』に似せたものをかぶっている。なおドクロ仮面は本家『ゴレンジャー』の第14話に同名の怪人が登場するが全くの無関係である。このコーナーから「放課後電磁波クラブ」「リアルポンキッキ」が単独のコーナーとして、誕生している。
各人の登場場所、順番はほぼ毎回以下の通り（話によっては登場場所や順番が変わる）。
- 今田耕司：押し入れ
- 蔵野孝洋：玄関
- 板尾創路：家の奥に通じる扉
- 東野幸治：タンス
- 松本人志：窓

### 第1回（1995年1月22日放送）
- アカレンジャイ（今田）
- キレンジャイ（蔵野）
- アカレンジャイ（東野）：キザ（自称）。
- アカレンジャイ（板尾）：お母さん想いなところがある。
- キレンジャイ（松本）

第1回の登場順は板尾と東野の順番が逆だった。「色は関係なくて個性を見て欲しい」との主張だが、ドクロは「チビッコは見た目やで?」と受け入れず、アカレンジャイ（板尾）に自分以外に赤が居ることを問い詰めると「親父と一緒の事言ってるわ」と首を傾げられ、「君のお父さんは正しい」と説く。キレンジャイ（松本）が「それなら緑やりますから」と食い下がるとキレンジャイ（蔵野）も「2人とも同じ高校だから」と緑になろうとする。アカレンジャイ（板尾）は説教中にコスチューム上を脱ぎだし、アカレンジャイ（東野）はこたつの上に乗っているみかんを食べてドクロの怒りを買う。またキレンジャイ（松本）とアカレンジャイ（東野）はこの日まで互いに面識がなかった事も判明。最終的にドクロは「相手が戦えるヒーローではない」と戦意を失い、来週の同じ時間・同じ場所・同じメンバーで自分なりの答えを持って再会することを約束して終わった。

### 第2回（1995年1月29日放送）
- アカレンジャイ（今田）：登場時、壁の時計が頭上から落下してきた。武器・ムチ
- キレンジャイ（蔵野）：武器・ハート型の盆
- ミドレンジャイ（板尾）：コスチュームのチャックが上がりきっていない状態で登場。武器・ブーメラン
- ゆずレンジャイ（東野）：全身タイツ。ゆずと違って葉っぱが付いており、一応黄色い手袋、ブーツ、ベルトをしている。武器・弓矢
- ゆず（松本）：全身タイツ。緑一色で手袋もブーツもベルトもない。武器・棒状のもの

メンバーはゆずの役割や登場する順番を気にかけたが、ドクロは関係ないと指摘。特に「お前が言うたから」などとタメ口で反論するゆずに関しては本気でキレた模様。「ゆずレンジャイとゆずはタイツやないか!」と怒られ、ゆずが「おたくもそうですやん」と突っ込むとどつかれた。その後「武器に個性がある」と主張。ミドレンジャイのブーメランは「カッコええやん」と認めたものの、全アイテムが緑色でドクロを余計に怒らせる。ドクロはゆずの棒を折ってしまいメンバーに「あ〜っ!」と責められたが、ドクロは「何や、文句あんのかい!」とものすごい形相で逆ギレした。またこの回でリーダーが5番目に登場するゆずであることが判明。それまでドクロはアカレンジャイがリーダーだと思っていた。ボロクソに言われたゆずは「このボケ～…」と小声でつぶやき最後に棒でドクロを攻撃（そのせいで棒はさらに折れた）、周囲が「やめろ、ゆず苦しがってる!」とドクロを制止するほど本気でどつかれる。

### 第3回（1995年2月12日放送）
- アカレンジャイ（今田）：服がノースリーブ。オシャレのつもり。
- アオレンジャイ（板尾）：服が青というより限りなく紫色に近い。
- モモレンジャイ（蔵野）：スーツが女性っぽくスカート等のついたものになっており、本人も無理矢理女声を作っている。ヘルメットも口元だけ露出したものになっている。
- タイガーマスク（東野）：気持ちはキレンジャイのつもり。よく見るとマントの「TIGER」の綴りが間違って「TIGAR」になっている。
- フジランド（松本）：緑色の制服のウェイトレス。片手にコーヒーカップを複数乗せたお盆。
- 「座れ!」「今日という今日は…」とドクロの怒りは頂点に達し、今回は本格的な説教となった。特に色違いのアオレンジャイには「青ちゃうやんけ～!」と心底腹を立てた模様で、前回に引き続き「チャックを上げろ!」と指摘。また、勘違いも甚だしいフジランドにはドクロも「ただのおばはんやないか」と苦笑せざるを得なかった。途中、ドクロから「こいつ（タイガーマスク）は外したらどうや?」との要望が出る。タイガーマスクは「自分は器じゃないと思うんですけど、気持ちはキレンジャイ」と自らのキレンジャイ像を熱心に語るが、ドクロには「何言ってるかわからん」と言われてしまう。ここでドクロはゴレンジャイには色としての統一性以前に各人の抱くヒーロー像があるかどうかを疑うようになり「統一感よりも各人のヒーロー像を見せてみろ」をアドバイスした上で終わった。

### 第4回（1995年3月5日放送）
- ファルコン（今田）：元ネタは『ネバーエンディングストーリー』のキャラクター。登場時、足を取られ豪快にすっ転び右足が外れてしまい、ドクロから「動かれへんなら止めや」と突っ込まれた。
- ドキンちゃん（蔵野）：元ネタは『アンパンマン』の登場キャラクター。途中からは被っていた面を脱いで素顔を出していた。
- Rの女（板尾）：元ネタは『赤い激流』の登場人物。服に「R」と書いてある。
- ノーパンしゃぶしゃぶ（東野）：上半身裸でミニスカート。中年がターゲット。食欲と性欲を同時に兼ね備える。
- 森ビル（松本）：「32森ビル」と書かれたビルの形の被り物。理想は「でっかい男に、たくさんになりたい」。港区にある芝公園32森ビルがモデル。

ドクロから「（統一性以前に）各人が思うヒーロー像」を演じてみろとのアドバイスを貰うも結果はこのざま。森ビルに至ってはポーズを決めた時に「寒かった」とまで吐露してしまう。当然ながらドクロはヒーローからかけ離れた風貌にいつにも増して呆れ気味であったが、最終的には「そもそも自由にやってみようと言ったのは俺やし、これがお前らの言うヒーロー像やから怒ってない」との見解を示したうえで、終始一貫して優しく指導した。森ビルは「ヒーローと言うより怪人」と指摘される。ドキンちゃんがドクロに「子供がターゲットやから、この中ではお前が一番今回のテーマに近い」と評価された。この回のドクロの指摘で、これまでゴレンジャイは「戦隊ヒーローのターゲットはチビッコである事」を理解していなかったことが判明する。

### 第5回（1995年3月19日放送）
- アカレンジャイ（今田）：レースクイーン。セパレートのハイレグにハイヒール。パラソル持参。
- モモレンジャイ（蔵野）：土工。ニッカボッカを穿いているため動きやすい。肩から保温弁当箱を提げている。
- アオレンジャイ（板尾）：テナガザル。陸上部で足が速かったので「（手が長くなって4足で走れば）もっと速くなれへんかなぁ、て」。しっぽが生えている。
- キレンジャイ（東野）：ドレスの貴婦人。悪い人がいたらお金を払ってやっつけてもらうスタンス。日傘とオペラグラス持参。
- ミドレンジャイ（松本）：タコ。顔3つ（2つは手先についている）に作り物の手4本と吸盤付きの足4本（2本作り物）。吸盤は曰く「たいぞう(美術スタッフの大橋泰三)のアドリブで…」。

初めて5人が一応まともな色で揃っている。アオレンジャイの奇妙な動きに「お前、気持ち悪いねん」とドクロに罵られる。最初は「色はバッチリやけど…」とドクロも無念の思いを見せた。アカレンジャイはホモであることをカミングアウト。また、露出がどんどん増えていることと、コスチュームから「はみ出てる」と指摘される。テナガアオレンジャイは、後に新型ベンツのコントとして再利用された。ミドレンジャイは頭部の一つをドクロに渡し、投げ返された際に戦闘を煽ろうとしたが拒否された。

### 第6回（1995年4月9日放送）
- アカレンジャイ（今田）：涙こらえて、アカレンジャイ。数珠を持つ。
- アオレンジャイ（板尾）：あいつが死んだよ、アオレンジャイ。位牌を持つ。
- キレンジャイ（東野）：喪に服します、キレンジャイ。遺骨を持つ。
- ミドレンジャイ（松本）：切ない、ミドレンジャイ。モモレンジャイの遺影を持つ。

モモレンジャイが「答えが見つからず、煮詰まってしもてん（正しくは『行き詰まって』）」と自殺したため、全員喪服で登場。しかしモモレンジャイの弟であるキレンジャイが「本当に殺したのはこいつらや!」とアオレンジャイとミドレンジャイを名指しした。キレンジャイは、ドクロから常に「お前はええ、お前は惜しい」と褒められていたモモレンジャイをアオレンジャイとミドレンジャイがねたみ、陰でいじめていたために自殺したと主張。キレンジャイは中学生だったため、学生服を着用。この年齢設定をドクロはかなり驚いていた。アオレンジャイが口ずさんだ「あいつが死んだよ」は、矢沢永吉の「I say Good-bye, So Good-bye」（1979年）の冒頭の歌詞。

### 第7回（1995年4月9日放送）
- アカレンジャイ（今田）
- アオレンジャイ（板尾）
- キレンジャイ（東野）：前回に続き遺骨を持って喪服で登場。
- ミドレンジャイ（松本）
- モモレンジャイ：老人の男。ヘルメット無し。「モモレンジャイ」のはずだが「モモレンジャ!」と名乗ってしまう。

「（新しいモモレンジャイのメンバーとして）活きのいい子が見つかった」と連れてきたのは81歳の爺さんだった。ミドレンジャイの合図（背中を叩く）でモモレンジャイは決めのポーズをドクロに見せつけるが、ドクロはそれが異様に腹立たしかった模様で、執拗にモモレンジャイを敵視、さらには「言い方がむかつく」「タイマン張らせろ」「1回ぐらい自分の意思で言え」などとモモレンジャイに噛み付くが、他のメンバーから必死に制止されてしまう。一方、キレンジャイは兄の死を引きずり、「一周忌まではこのままでいたい」と前回同様黒ヘルメットと学生服に遺骨のままでいた。その落ち込み具合はすさまじく、モモレンジャイに対しては「こんなモモレンジャイ、しょうもないですわ」と邪険な態度を取る。さらにドクロが遺骨を杖で突いた時などは「何すんじゃい!!」とキレたほどである。

### 第8回（1995年4月23日放送）
- アオレンジャイ（板尾）：数字のことは言うな!
- ミドレンジャイ（松本）：数のことはもう言うな!細かいことは気にするな!
- 放課後電磁波クラブ N極くん（今田）：コスチュームはヘルメットと手袋に電磁波ウェアー[注釈 6]（スリングショット、ムタンガ）と巨大な磁石、赤色
- 放課後電磁波クラブ S極くん（東野）：同上、青色
- モモレンジャイ（蔵野）：中盤で登場。実は自殺はメンバーをまとめるための演技だった[注釈 7]。

モモレンジャイの自殺により、メンバー内で分裂が起きてしまったため、最初アオレンジャイとミドレンジャイの2名のみ登場した後、対抗派閥として結成された「放課後電磁波クラブ」が乱入。しかしモモレンジャイとアオレンジャイが相談して一芝居打った事が分かり、分裂騒動は一段落した。放課後電磁波クラブの2名は、ミドレンジャイから「お前らただの裸やないか」と突っ込まれる。S極くんがアオレンジャイとミドレンジャイを電磁波クラブに誘うがさすがのふたりも嫌がりミドレンジャイが「俺ら何極になればいいねん!」と突っ込んでいたが、その際N極くんが「物理的に無理や」ともっともな事を言った。ドクロに「前が見えるからかがむな!」と何度も叫ばれる。ちなみに和解後、ミドレンジャイは「せめて今回は放課後電磁波クラブと戦ってください」とドクロに頼み込むも拒否されていた。前半でドクロに人数を突っ込まれアオレンジャイとミドレンジャイが反論した「数・数字」とは視聴率の暗喩もしくは最初に出てきたメンバーの数(2名)の事。

### 第9回（1995年5月7日放送）
- アカレンジャイ（今田）：特に問題無し。だが何故か「うわーあ」と声をあげ変な顔とポーズをとりながら登場。
- デルモアカレンジャイ（板尾）：モデル風の脚が長い、頭部にウィッグを付けたアカレンジャイ。本人曰く「いやもぅ、ファンレターとか一番来るんちゃうかと」。「デルモ」とは「モデル」のズージャ読み。
- アカレンジャイの腹芸（蔵野）：大きなマスクで腹の顔だけ見えている。
- 汚されたアカレンジャイ（東野）：性的暴行を受けたアカレンジャイ。コスチュームはあちこち破かれていてブラジャーが見え、赤いハイヒールを手に持ちながらシャワーを浴びている。
- アカレンジャイ喰い（松本）：腹の顔でアカレンジャイを食べている魚っぽい怪獣。

コンセプトは「色々なアカレンジャイを考えてみよう」。アカレンジャイ喰いは「むしろこっち側じゃないかと」とドクロの隣に立ち、ドクロに怒られる。汚されたアカレンジャイに対しドクロは「お前はお前で何かそっち系統多いのう!」と言われ、デルモアカレンジャイには「ヨゴレなんですよ。」、アカレンジャイ喰いも「パイマンも（視聴率が）毎分ぐんぐん下がるんです」と、もはやメンバーも彼に愛想を尽かしている様子がうかがえた。

### 第10回（ボインファイブ）（1995年5月21日放送）
- ボイン（今田）：巨乳。
- ごっつボイン（板尾）：更に大きい。熱がある。
- 超ボイン（蔵野）：一番大きい。
- 数あるボイン（東野）：3対の副乳。
- 回るボイン（松本）：電動で胸部が回る。

第1回以来、5人の登場順が他の回と異なる(板尾と蔵野が逆)。統一しろとのドクロの言葉を受け、ゴレンジャイとは全く違うグループが結成された。「そーれそれそれそれ、ボインボインボインボイン」という掛け声がある。全員、眉間に赤字でBと書かれたスキンヘッドのヅラでパンツ1枚にボインという気持ちの悪い格好で、ドクロを呆れさせた。このアイデアを考案した数あるボインはドクロから強烈な後ろ蹴りをくらってしまい、緊張感が走る中全員が戦闘態勢に入ろうとした瞬間、回るボインがボインを回すという、緊張感に水を差す行為に、ドクロが「回すな!」と突っこまれてしまう。ドクロからの「ゴレンジャイはどこ行ったんや?」の問いに、回るボインは「ゴレンジャイの育ての親」と答え、「ゴレンジャイが育ってへんのに」と返され他のメンバーに爆笑された。戦う意思のないドクロに「もう帰れ」と言われ、ごっつボインは「もうお金ないもんー」とボヤきドクロにシバかれた。終了時に回るボインは再度ボインを回してしまいドクロをキレさせた。

### 第11回（新生ボインファイブ）（1995年5月28日放送）
- 巻きボイン（今田）：長いボインが2つねじれて前方へ突き出ている。
- 呪われたボイン（板尾）：ボインにお経らしきものが書かれている。
- 轢かれたボイン（蔵野）：右のボインが轢かれタイヤの跡が付き、伸びている。
- ボインを高温でからっと揚げてみました（東野）：キツネ色のパン粉がボインに付いている。ソース持参。一人ひとりドクロに叩かれた際に、ボインの片方が取れた。
- 寿司ボイン（松本）：平べったく前方に長いボインの下に長いシャリ。シャリをよく見るとワサビまで塗ってある。
- まだボインのアイディアが浮かんだので、2週連続で登場。だが遂にドクロの堪忍袋の緒が切れ、轢かれたボインは思いっきりシバかれた。また今回もボインを高温でからっと揚げてみましたがドクロの強烈な蹴り上げをくらってしまった。ドクロのビンタや蹴りに恐れおののいた寿司ボインは「僕は止めようと言ったが他のみんながやろうと……」と責任をメンバーに押し付け、パンツを脱ぐわ、ドクロに抱きつくわ卑怯な行動に出る。そのためメンバーから「お前汚いわ」「デザインまでしたやないか」「冷めたわ」と呆れられた。終了時には帰り際にドクロが寿司ボインのパンツを「持って帰れ」と寿司ボインに投げつけ、「めちゃくちゃな侮辱やないですか～」互いに笑いながら帰って行った。

### 第12回（1995年6月4日放送）
- アキラファイヤー（今田）：「結婚前提戦士ラブラブファイヤー」より。東京タワーから取り寄せたらしい。
- なめ猫（板尾）
- ガチャピン（蔵野）：後に「リアルポンキッキ」に発展[2]。登場直後に爆笑が起こったため東野の登場が少し遅れた。
- パイマン（東野）：番組内のコントキャラ。登場時に扉を持ったままだったためタンスが傾き上の物が落下。ボールギャグを咥えているため何を言っているか分かり難い。
- ガララニョロロ（松本）：『夢で逢えたら』のコントに登場したキャラ。あばらを怪我していた影響で当時の動きを再現し切れなかった。武器のレベル（だけ）は比較的高い。

コンセプトは「チビッコに愛される」。懐かしいキャラ達にドクロも怒りを忘れて大喜びした。ガチャピンのあまりに強烈なキャラクターにはドクロは大爆笑し、後に「リアルポンキッキ」として独立したコントへと派生した。終了時にガララニョロロがピストルを撃ち、ドクロを怒らせた。冒頭のドクロと篠原のやり取りでは、「涼子ちゃん○○にいじめられとるらしいな（DVD版ではピストルの音で伏せられている）」と語った。

### 第13回（新世紀戦隊ゴレンジャイ2001）（2001年10月5日放送）
- アカレンジャイ（今田）
- キミドレンジャイ（蔵野）：黄緑の構造ではなく、ヘルメットは黄色、服は緑。
- 深ミドレンジャイ（東野）：元々はミドレンジャイだったが、昨夜にコスチュームをうっかり黒いトレーナーと一緒に洗濯したため色移りし、深緑になったという。
- ミドリレンジャイ（板尾）：「ミドレンジャイ」ではなく「ミドリレンジャイ」。「リ」をちゃんと言って欲しいという名前へのこだわりから。
- 産ませてよ（松本）：コント「産卵」のキャラ。緑つながり。

YOU子が隆(藤井隆)と結婚した後の新婚家庭に久々に現れる設定で、ドクロに毎回襲われる女性の名前が「YOU子」である事が判明した。コンセプトは「緑化計画中」。ドクロはアカレンジャイに「じゃあ君（赤を着るのは）おかしいやん?」と訊くが、「僕からやると（フリ的に）おかしくなるじゃないですか」と言ってしまう。ドクロは暴走する他のメンバーに何も言わなかったアカレンジャイの責任を重視。「お前が悪いんちゃうんかい!リーダーやったらちゃんとアドバイスせえや!辞めてまえアカなんか!他のみんなに気遣って言われへんのなら辞めてまえ!」とアカレンジャイに殴りかかった。ゴレンジャイが登場するきっかけは、ドクロがYOU子を襲うシーンから、隆の叫ぶシーンに変更された。最後にドクロが思いっきり投げつけた杖がミドリレンジャイの顔に命中し、彼らが退場。追うようにドアを開け、「板尾大丈夫か?」とドクロが素で心配し終わる。

## ドクロ仮面
浜田演じる宿敵・ドクロ仮面(通称・ドクロ)は、悪の道14年目にしてようやく一人前の証であるドクロ杖を授けられた苦労人らしい。本来の目的は課長と不倫中の女性・YOU子（YOU）をカキタレにすることである。幼稚な事ばかり言い、全くヒーローらしくないゴレンジャイをあるときは厳しく、ある時は優しく親身になってアドバイスして来た。「ゴレンジャイがチビッ子にウケるヒーローになるまでは一戦を交えない」というフェアな思想を持っており、何回やっても全くヒーローになってくれない彼らにイライラを募らせながらも、日々ヒーロー作りに邁進していた。その一方で第3回から登場したYOU子の友人で会社の同僚でもある女性・涼子(篠原涼子)と次第に親密な関係になっていたようである(船に乗る、映画に行くなど)。第11回で田圃を所有していることが判明（この回の冒頭では田植え直後らしく腰を押さえながらYOU子の家へ入ってくる）。
ドクロが授けられたドクロ杖は異常に丈夫にできており、ゆずの棒切れを折ってしまったり、思いっきり投げつけてもビクともしない頑丈なつくりであるが、2001で頭部がへこんでしまった。